# 黑弹簧笔螺
黑弹簧笔螺（学名：Cancilla praestantissima），是新腹足目笔螺科Cancilla的一种。主要分布于中国大陆、台湾，常栖息在潮下带。